# Сцинава-Польська
Сцинава-Польська (пол. Ścinawa Polska) — село в Польщі, у гміні Олава Олавського повіту Нижньосілезького воєводства.
Населення — 457 осіб (2011).
У 1975-1998 роках село належало до Вроцлавського воєводства.

## Демографія
Демографічна структура станом на 31 березня 2011 року:
|          | Загалом | Допрацездатний вік | Працездатний вік | Постпрацездатний вік |
| -------- | ------- | ------------------ | ---------------- | -------------------- |
| Чоловіки | 221     | 44                 | 153              | 24                   |
| Жінки    | 236     | 47                 | 143              | 46                   |
| Разом    | 457     | 91                 | 296              | 70                   |